# Aeropuerto Internacional Afonso Pena
El Aeropuerto Internacional Afonso Pena (IATA: CWB, OACI: SBCT) es el aeropuerto más importante de Curitiba, está localizado a 18 km al sudeste del centro de la ciudad, en la ciudad de São José dos Pinhais. Es una de las terminales aéreas más modernas de Brasil. El aeropuerto incluye un pequeño museo, un área de juegos y un pequeño centro comercial con 60 locales dentro de la terminal. 
Como muchos otros aeropuertos brasileños, el de Curitiba fue nombrado en honor al expresidente brasileño Afonso Pena en 1996. 
Fue construido durante la Segunda Guerra Mundial por los estadounidenses para servir de apoyo en la guerra. En 1974 el aeropuerto pasó a la administración de Infraero. En 1996, Infraero construyó una nueva terminal de pasajeros, y la vieja terminal fue remodelada y en la actualidad está siendo utilizada como terminal de cargas.
Desde 2022, esta terminal cambia nuevamente de administración, pasando a ser CCR Aeroportos su actual operadora desde dicho año.
Los principales problemas del aeropuerto son las imprevisibles e inestables condiciones climáticas de la región, la neblina durante las horas de la mañana de los días invernales y la pista 11/29, la pista auxiliar, que es demasiado corta y con equipamiento obsoleto (la 15/33 por su parte, opera en categoría III).

## Información general
- Terminal: 2,6 ha, con 14 puentes de embarque, con capacidad de manejar 14,6 millones de pasajeros anuales.
- Capacidad del estacionamiento: 2200 vehículos
- Pistas
  - 15/33 2,215 m x 45 m
  - 11/29 1,880 m x 45 m
- Movimiento anual de pasajeros: 7.150.000 (2015)
- Vuelos mensuales: 5500
- Tonelaje mensual de carga: 4800 t
- Distancia a la ciudad de Curitiba: 18 km

## Aerolíneas y destinos

### Pasajeros
| Aerolíneas                      | Ciudades | Alianza       |
| ------------------------------- | --- | ------------- |
| Aerolíneas Argentinas 1 destino | Internacional: Buenos Aires-AEP | Sky Team      |
| Avianca 1 destino               | Internacional: Bogotá (Planes de inicio) | Star Alliance |
| Aerosul Taxi Aéreo 6 destinos   | Nacionales: Apucarana / Arapongas / Caçador / Correia Pinto / Florianópolis / Pato Branco | N/A           |
| Azul Líneas Aéreas 24 destinos  | Nacionales: Apucarana / Arapongas / Belo Horizonte / Campinas / Campo Grande / Campo Mourão / Cascavel / Cianorte / Cornélio Procópio / Francisco Beltrão / Foz do Iguazu / Guaíra / Jundiaí / Londrina / Maringá / Paranavaí / Pato Branco / Porto Alegre / Río de Janeiro / São Paulo-GRU / Telêmaco Borba / Umuarama / União da Vitória Internacional: Asunción | N/A           |
| Boliviana de Aviación 1 destino | Internacional: Santa Cruz de la Sierra (Planes de inicio) | N/A           |
| Condor 1 destino                | Internacional: Fráncfort del Meno (Planes de inicio) | N/A           |
| Copa Airlines 1 destino         | Internacional: Ciudad de Panamá-Tocumen (Planes de inicio) | Star Alliance |
| Gol Linhas Aéreas 5 destinos    | Nacionales: Brasilia / Río de Janeiro / Salvador de Bahía / São Paulo / São Paulo-GRU | N/A           |
| LATAM Brasil 8 destinos         | Nacionales: Brasilia / Fortaleza / Foz do Iguazu / Porto Alegre / Río de Janeiro / São Paulo / São Paulo-GRU | N/A           |
| LATAM Airlines 1 destinos       | Internacional: Santiago de Chile | N/A           |
| LATAM Perú 1 destinos           | Internacional: Lima | N/A           |
| SUA Airlines 1 destino          | Internacional: Montevideo (Planes de inicio) | N/A           |
| TAP Air Portugal 1 destino      | Internacional: Lisboa (Planes de inicio) | Star Alliance |

JetSmart operó vuelos entre Curitiba y Buenos Aires desde el 11/Set/2024, con enlace a Santiago de Chile, pero cesó a los dos meses por baja ocupación de pasajeros.Ref: aqui

### Destinos internacionales
| Ciudades por países                       | Nombre del aeropuerto                          | Aerolíneas                               | Aeronaves                 |                           |                           |
| Centroamérica y El Caribe                 | Centroamérica y El Caribe                      | Centroamérica y El Caribe                | Centroamérica y El Caribe | Centroamérica y El Caribe | Centroamérica y El Caribe |
| ----------------------------------------- | ---------------------------------------------- | ---------------------------------------- | ------------------------- | ------------------------- | ------------------------- |
| Panamá                                    |                                                |                                          |                           |                           |                           |
| Ciudad de Panamá                          | Aeropuerto Internacional de Tocumen            | Copa Airlines (Planes de inicio)         | B39M                      |                           |                           |
| Sudamérica                                |                                                |                                          |                           |                           |                           |
| Argentina                                 |                                                |                                          |                           |                           |                           |
| Buenos Aires                              | Aeroparque Jorge Newbery                       | Aerolíneas Argentinas                    | B738                      |                           |                           |
| Bolivia                                   |                                                |                                          |                           |                           |                           |
| Santa Cruz de la Sierra                   | Aeropuerto Internacional Viru Viru             | Boliviana de Aviación (Planes de inicio) | B738                      |                           |                           |
| Chile                                     |                                                |                                          |                           |                           |                           |
| Santiago de Chile                         | Aeropuerto Internacional Arturo Merino Benítez | LATAM Airlines                           | A320                      |                           |                           |
| Colombia                                  |                                                |                                          |                           |                           |                           |
| Bogotá                                    | Aeropuerto Internacional El Dorado             | Avianca(Planes de inicio)                | A320                      |                           |                           |
| Paraguay                                  |                                                |                                          |                           |                           |                           |
| Asunción                                  | Aeropuerto Internacional Silvio Pettirossi     | Azul Linhas Aéreas                       | E195-E2                   |                           |                           |
| Perú                                      |                                                |                                          |                           |                           |                           |
| Lima                                      | Aeropuerto Internacional Jorge Chávez          | LATAM Perú                               | A320                      |                           |                           |
| Uruguay                                   |                                                |                                          |                           |                           |                           |
| Montevideo                                | Aeropuerto Internacional de Carrasco           | SUA Airlines                             | A220-300                  |                           |                           |
| Europa                                    |                                                |                                          |                           |                           |                           |
| Alemania                                  |                                                |                                          |                           |                           |                           |
| Fráncfort del Meno                        | Aeropuerto de Fráncfort del Meno               | Condor (Planes de inicio)                | A339                      |                           |                           |
| Portugal                                  |                                                |                                          |                           |                           |                           |
| Lisboa                                    | Aeropuerto de Lisboa                           | TAP Air Portugal (Planes de inicio)      | A339                      |                           |                           |
| Total: 9 destinos, 9 países, 9 aerolíneas |                                                |                                          |                           |                           |                           |

### Carga regular
| Aerolíneas                         | Destinos                            |
| ---------------------------------- | ----------------------------------- |
| Avianca Cargo                      | Bogotá                              |
| Florida West International Airways | Miami                               |
| LATAM Cargo                        | Ámsterdam                           |
| Total Linhas Aéreas                | Florianópolis / São Paulo-Guarulhos |

## Acceso
El aeropuerto se encuentra a dieciocho kilómetros al sureste del centro de Curitiba.